# Corps des volontaires de Shanghai
 (mars 2022).
La mise en forme du texte ne suit pas les recommandations de Wikipédia : il faut le « wikifier ».
Les points d'amélioration suivants sont les cas les plus fréquents :
- Les titres sont pré-formatés par le logiciel. Ils ne sont ni en capitales, ni en gras.
- Le texte ne doit pas être écrit en capitales (les noms de famille non plus), ni en gras, ni en italique, ni en « petit »…
- Le gras n'est utilisé que pour surligner le titre de l'article dans l'introduction, une seule fois.
- L'italique est rarement utilisé : mots en langue étrangère, titres d'œuvres, noms de bateaux, etc.
- Les citations ne sont pas en italique mais en corps de texte normal. Elles sont entourées par des guillemets français : « et ».
- Les listes à puces sont à éviter, des paragraphes rédigés étant largement préférés. Les tableaux sont à réserver à la présentation de données structurées (résultats, etc.).
- Les appels de note de bas de page (petits chiffres en exposant, introduits par l'outil «  Source ») sont à placer entre la fin de phrase et le point final[comme ça].
- Les liens internes (vers d'autres articles de Wikipédia) sont à choisir avec parcimonie. Créez des liens vers des articles approfondissant le sujet. Les termes génériques sans rapport avec le sujet sont à éviter, ainsi que les répétitions de liens vers un même terme.
- Les liens externes sont à placer uniquement dans une section « Liens externes », à la fin de l'article. Ces liens sont à choisir avec parcimonie suivant les règles définies. Si un lien sert de source à l'article, son insertion dans le texte est à faire par les notes de bas de page.
- La présentation des références doit suivre les conventions bibliographiques. Il est recommandé d'utiliser les modèles {{Ouvrage}}, {{Chapitre}}, {{Article}}, {{Lien web}} et/ou {{Bibliographie}}. Le mode d'édition visuel peut mettre en forme automatiquement les références.
- Insérer une infobox (cadre d'informations à droite) n'est pas obligatoire pour parachever la mise en page.

Pour une aide détaillée, merci de consulter Aide:Wikification.
Si vous pensez que ces points ont été résolus, vous pouvez retirer ce bandeau et améliorer la mise en forme d'un autre article.
Le Corps des volontaires de Shanghai ou Shanghai Volunteer Corps (SVC) (1853-1942) était une force multinationale, essentiellement composée de volontaires, contrôlée par le conseil municipal de Shanghai qui dirigeait la concession internationale de Shanghai.

## Historique
Le corps des volontaires de Shanghai a été créé le 12 avril 1853 lors du soulèvement de la Société des Petites Épées. Il a combattu aux côtés d'unités militaires britanniques et américaines lors de la "bataille de la plaine boueuse" de 1854, lorsque les troupes impériales Qing (en) qui assiégeaient la ville tenue par les rebelles Taiping ont ignoré les demandes étrangères de s'éloigner des concessions étrangères. Craignant que les forces Qing n'attirent les tirs des rebelles dans les colonies, les consuls et les commandants militaires étrangers ont autorisé une attaque contre les forces Qing pour les déloger. L'opération a été couronnée de succès, et la bataille a été commémorée par la suite comme un événement important dans l'histoire du SVC. Le Corps a été dissous en 1855 mais rétabli en 1861. En 1870, le Conseil municipal de Shanghai a pris en charge la gestion du SVC.

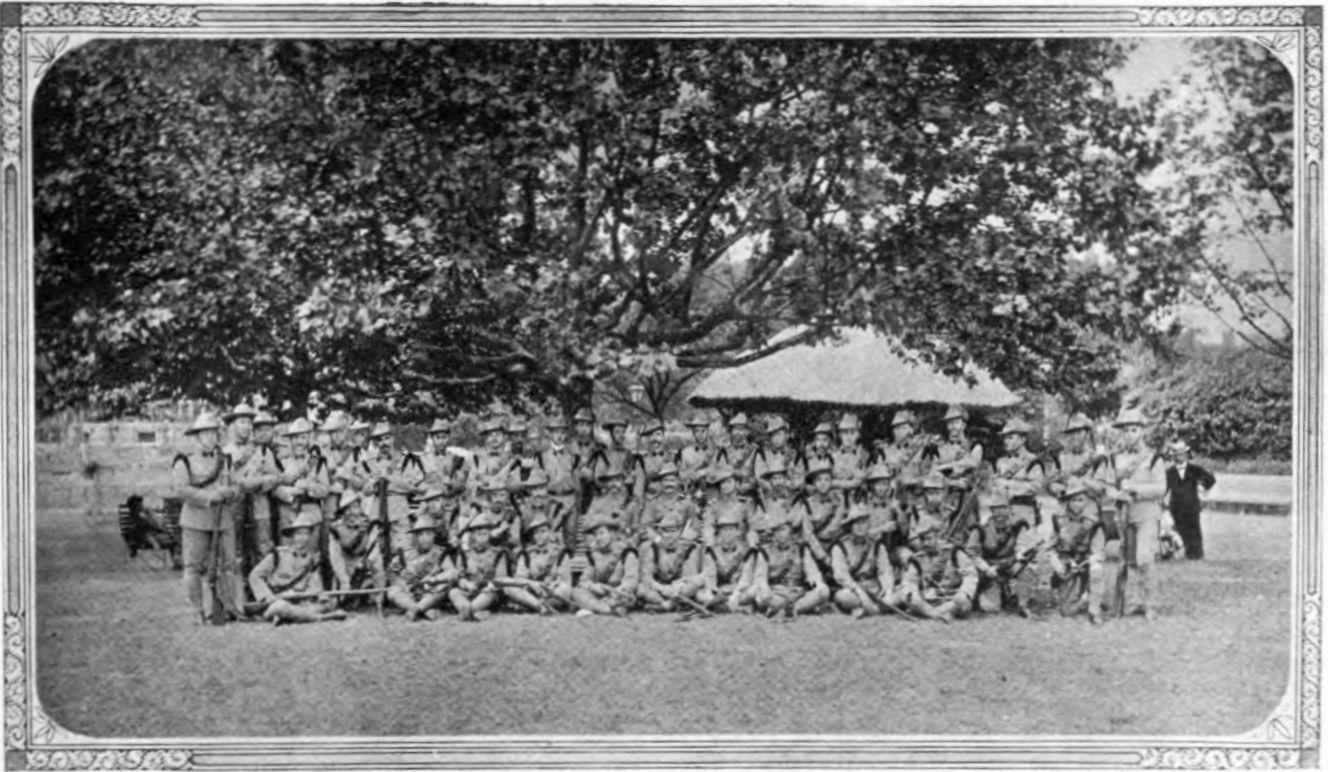
Compagnie portugaise de la SVC en 1908.

L'unité a été mobilisée en 1900 pour faire face à la rébellion des Boxers et en 1914 pour la Première Guerre mondiale au cours duquel l'Allemagne était l'ennemi des puissances occidentales. En 1910, le contingent allemand se composait d'une compagnie régulière (Prinz Heinrich Kompangie) et d'une compagnie de réserve. Lorsque la Première Guerre mondiale éclate, au moins quarante des volontaires allemands de Shanghai partent rejoindre la 7e compagnie du III. Seebataillon (de) pour la défense de Tsingtao. En 1916, les Britanniques ont recruté des Chinois pour servir dans le Corps de travailleurs chinois (CTC) dans les zones arrière du front occidental afin de libérer des troupes pour le front. De nombreux membres du SVC ont servi comme officiers dans le CTC.

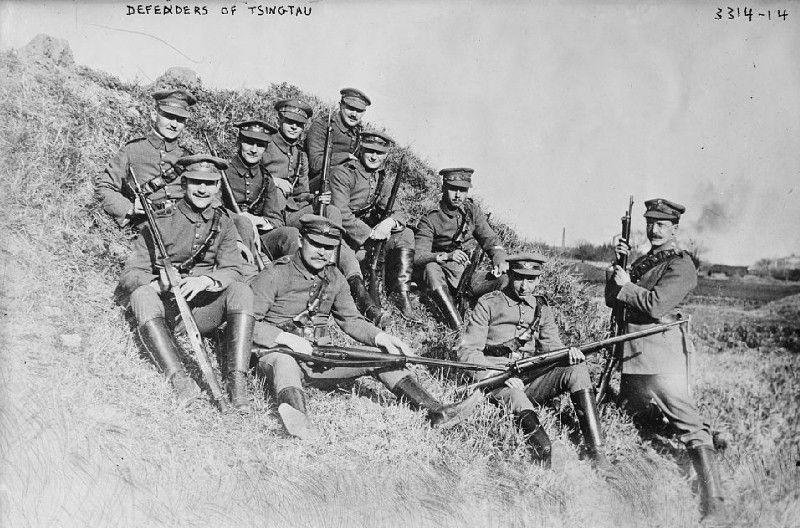
Volontaires de la compagnie allemande Prinz Heinrich du SVC à Tsingtao, 1914.

À différents moments de son histoire, le Corps des volontaires de Shanghai a compté des compagnies écossaises, américaines, chinoises, italiennes, austro-hongroises, danoises, allemandes, philippines, juives, portugaises, japonaises, russes blanches et eurasiennes (en), entre autres. Le War Office britannique a fourni des armes et un commandant. Les compagnies allemande et austro-hongroise ont été dissoutes en 1917 lorsque la Chine a déclaré la guerre à l'Allemagne.

### Dissolution
Le SVC a été dissous au début de 1942 après la prise de contrôle de la colonie internationale par les Japonais. La décision a été officiellement prise par le Conseil municipal de Shanghai encore en place, qui a organisé une réception pour marquer le placement des couleurs du Corps "à une place de dignité et d'honneur" dans les salles du Conseil. Un "dîner du centenaire" a été organisé à Hong Kong le 2 avril 1954.